# Вади-Кадиша

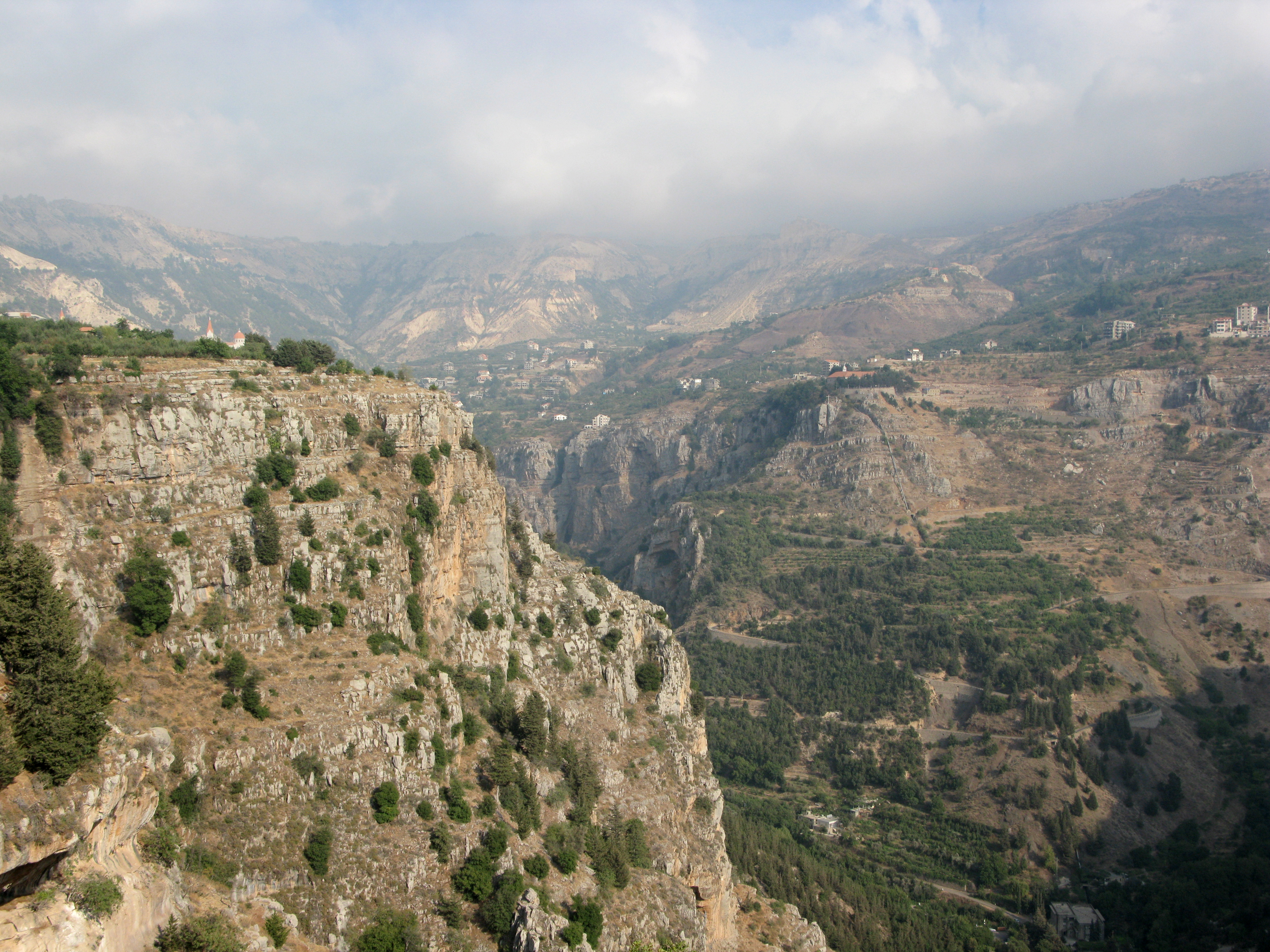
Долина Кадиша, وادي قاديشا

Вади-Кадиша (букв. «Долина Кадиша», араб. وادي قاديشا‎) — долина, расположенная в Ливане, в районах Бишир и Згарта провинции Северный Ливан. Слово «Кадиша» на арамейском означает «Священный», и долина, которую иногда называют Священная долина, была местом, где в течение многих веков находилась христианская монашеская община.
В 1998 году долина была включена в Список Всемирного наследия ЮНЕСКО из-за своего важного значения как места образования одного из самых ранних христианских монашеских поселений в мире. Ныне она находится в списке объектов, находящихся под угрозой, по причине нарушений в сфере строительства, вырубки лесов, сжигания отходов, сброса сточных вод, шума от ресторанов и легковых автомобилей.